# Los Contemporáneos (1909-1926)
Los Contemporáneos fue una publicación seriada de novelas cortas publicada en Madrid entre 1909 y 1926.

## Descripción
La publicación, que aparecía semanalmente, los viernes, fue fundada por Eduardo Zamacois. Fue, entre las numerosas colecciones que florecieron durante las décadas de 1900, 1910 y 1920, la más longeva de estas. Nació como una copia de El Cuento Semanal, si bien su calidad, según Labrador Ben, habría sido menor.
En sus páginas aparecieron relatos cortos obra de autores de la época, entre cuyos nombres pueden citarse casi al azar Gabriel Miró, el propio Zamacois, Joaquín Dicenta o Felipe Trigo.
Las portadas, así como las ilustraciones de las páginas interiores, corrieron a cargo de una nutrida nómina de artistas, entre los que se encontraron nombres como los de Rafael Romero Calvet —predominante en la etapa inicial en lo que a portadas se refiere—, Narciso Méndez Bringa, Juan Francés, Juan Martínez Abades, Exoristo Salmerón, Inocencio Medina Vera, Mariano Pedrero, José Robledano, José Izquierdo Durán y Vicente Ibáñez García de Lara.[cita requerida]
Su primer número se publicó en enero de 1909 y cesó, tras un total de 897 u 898 números, en abril de 1926.